# Torta (flatbröd)

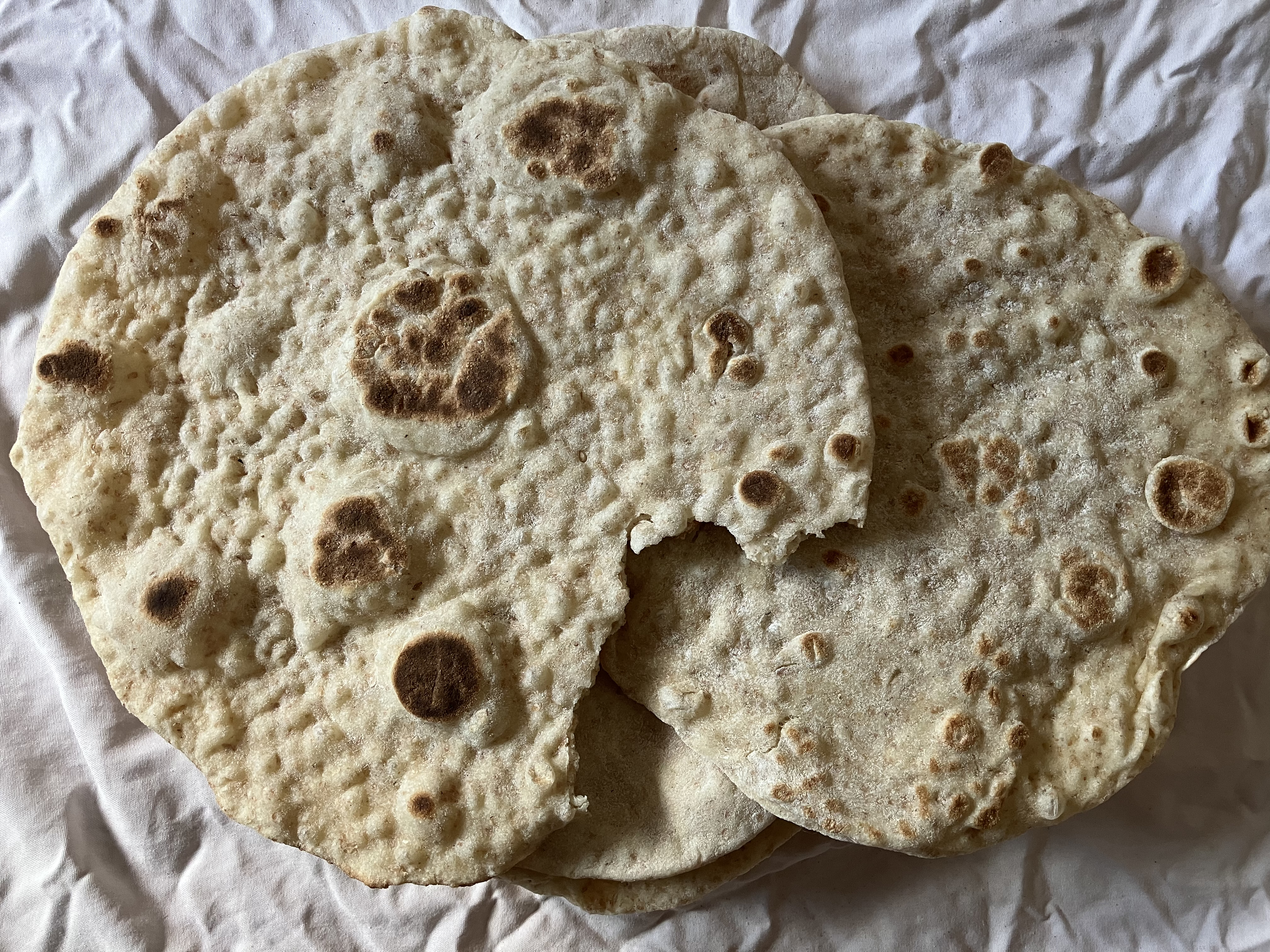
I sin ursprungliga betydelse är ’’la torta’’ ett platt runt bröd enligt ett enkelt recept av mjöl blandat med vatten, bakat utan jäsning, utkavlat och satt i ugnen.

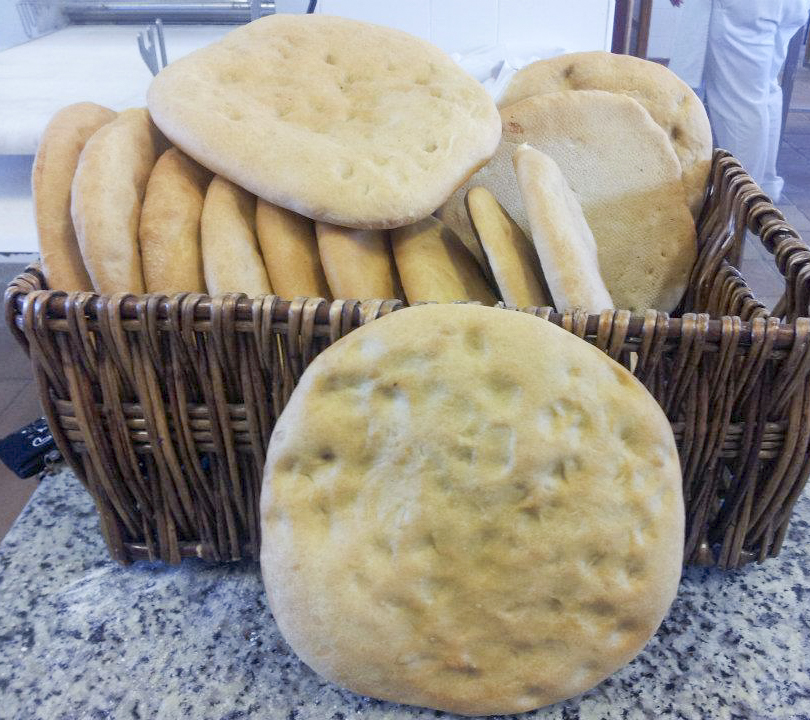
Tortas från Burgos, Spanien

Torta är i Spanien ett bröd som är platt och runt, antingen sött eller salt, antingen bakat tjockt eller tunt.

## Platt bröd
Las tortas var det första bröd som bagaren lade in i ugnen, för att kontrollera att fuktighet och temperatur var de riktiga för de följande brödbaken. Historiskt sett är skillnaden mellan torta och pan dess runda och platta form, likaså bakning utan jäsning.
Torta finns i olika regionala varianter, av vilka torta de gazpacho och torta cenceña är kända i centrala delar av Spanien. Tortas nämns i den spanska översättningen av Bibeln, Tredje Moseboken 24:5-9. Regionalt förekommer också olika typer av bröd och konditorivaror som kallas för torta.
I de flesta områden anses en torta traditionellt sett som ett sämre bröd, som i den spanska refrängen:
- A falta de pan buenas son tortas. (När det saknas bröd är tortas bra.)
- I Mexiko finns en variation som säger:  A falta de pan, tortillas. (Saknas det bröd, tortillas.)

Ordet tortilla, när det används i Mexiko (men inte i Spanien!), betyder en ”liten torta”, medan tortada betyder ”stor torta”.
Begreppet torta delas med språken italienska, portugisiska och franskans (tourte), även om det finns många regionala särdrag. I amerikansk spanska, betyder torta helt enkelt en stor tårta, utom i mexikansk spanska, där torta är detsamma som en spansk smörgås  (sandwich).

## Bilder

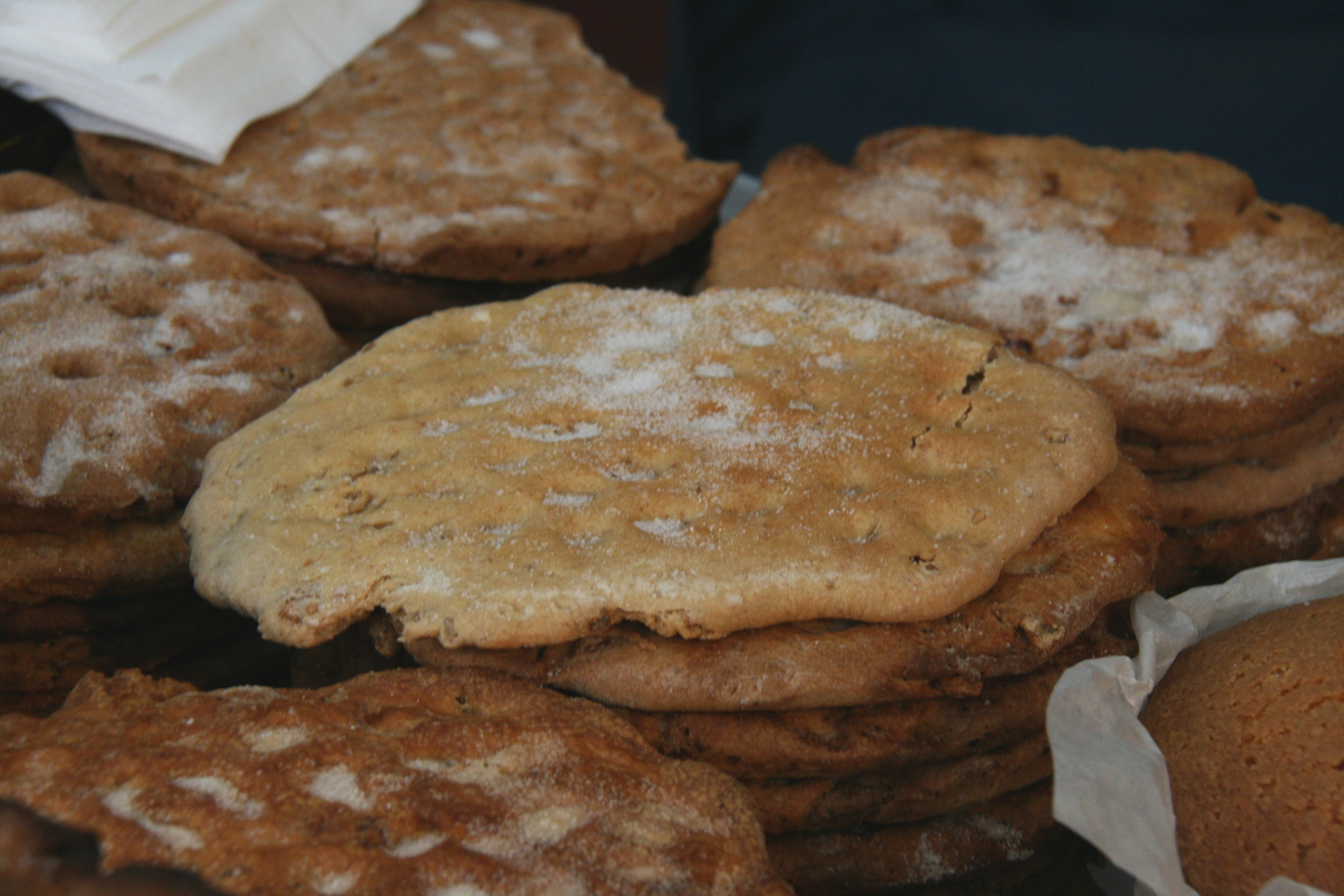
Torta de Chicharrones, Galicien, Spanien
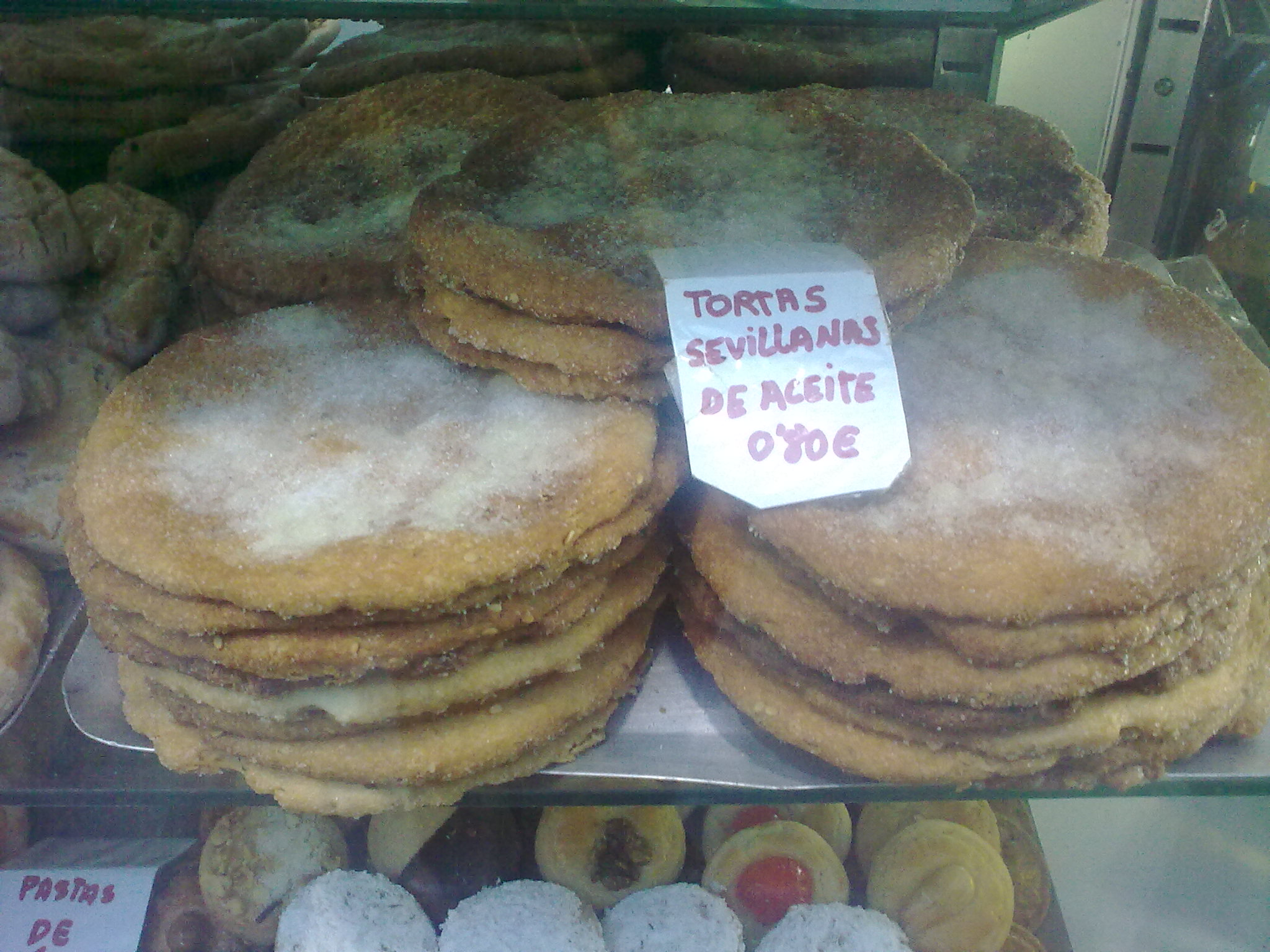
Tortas de aceite, Sevilla, Spanien
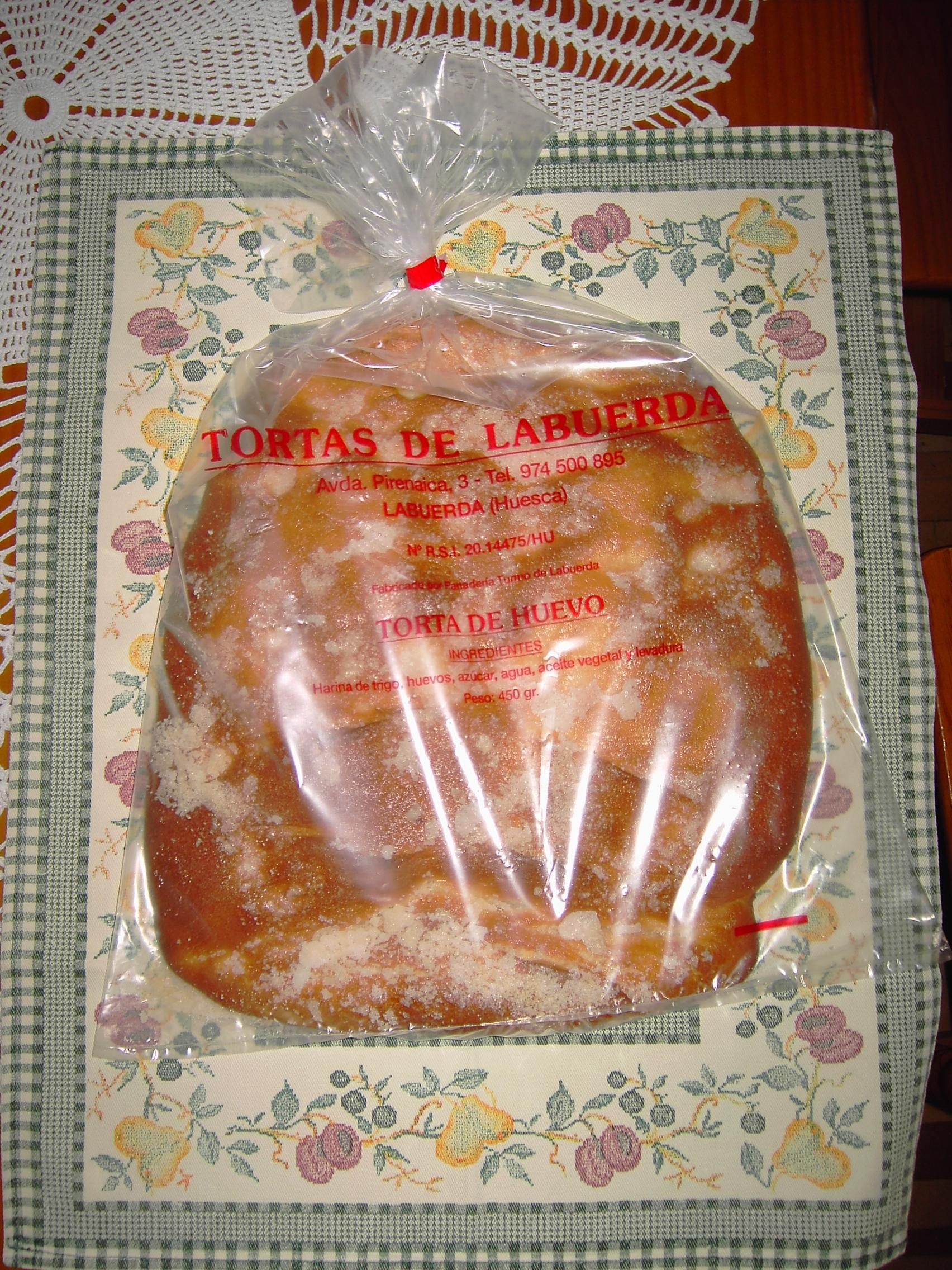
Torta de huevo, Sobrarbe, Aragonien, Spanien
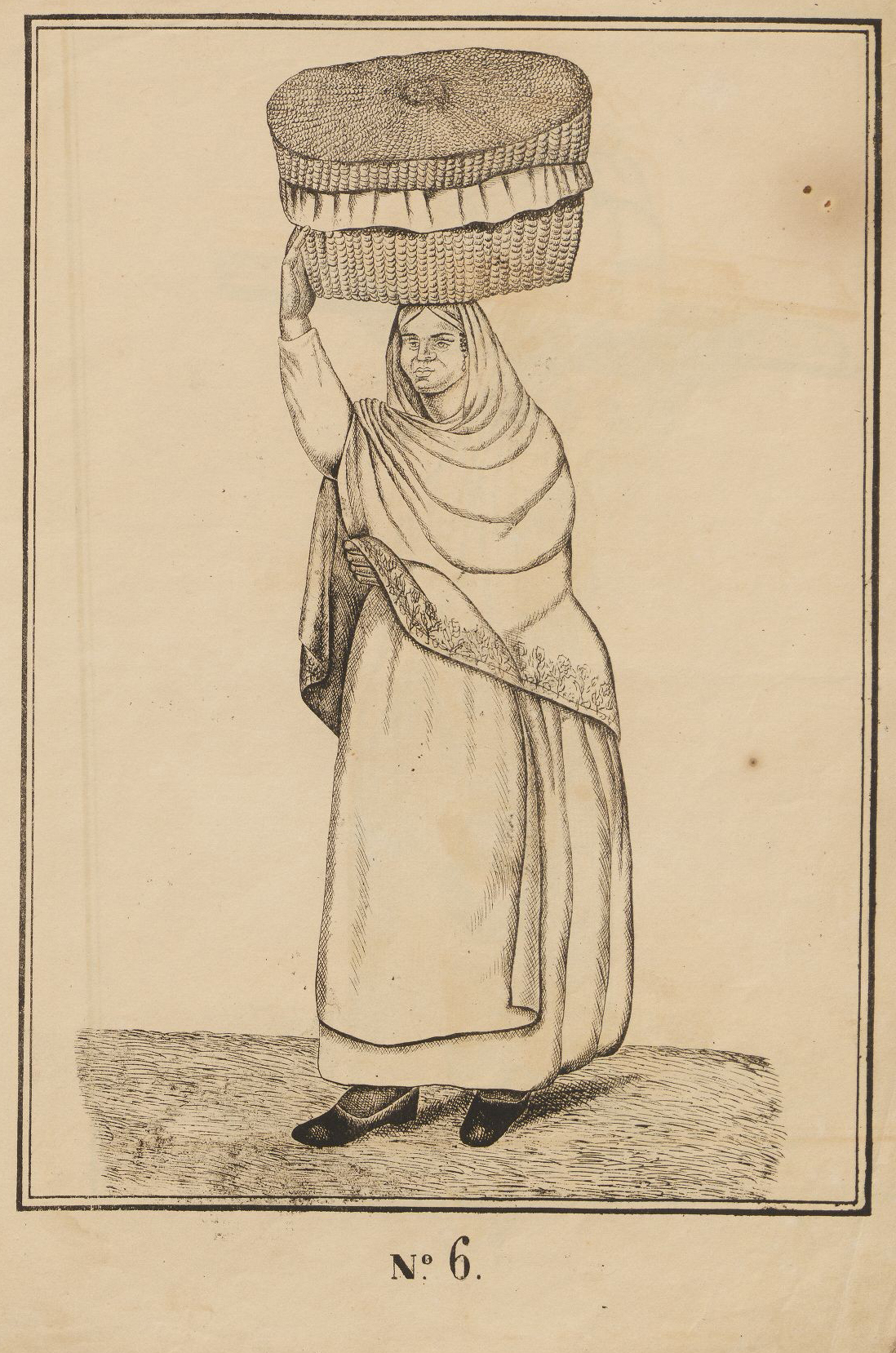
Teckning 1839, kvinna som säljer tortas
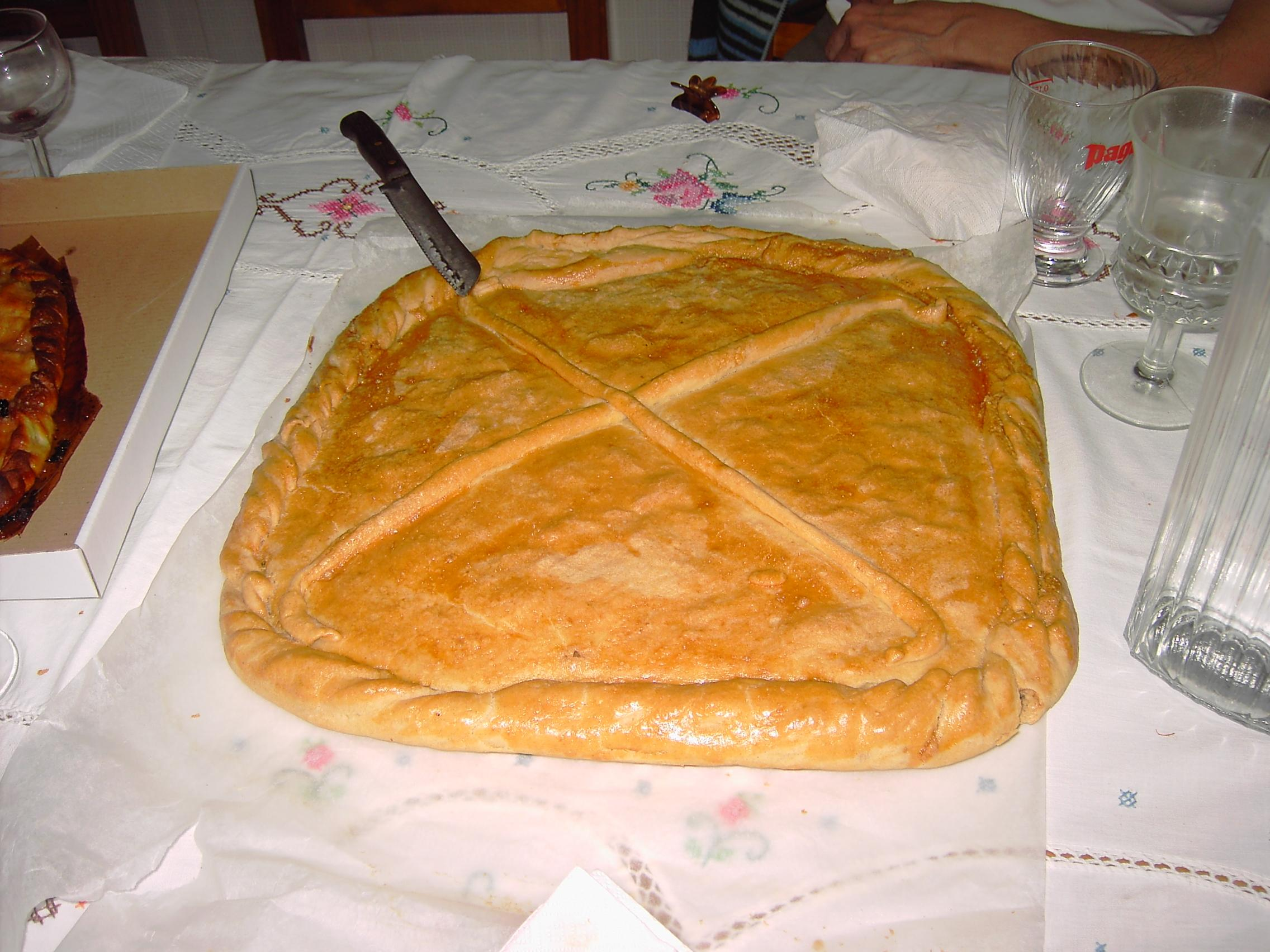
Torta, Ribagorza, Aragonien
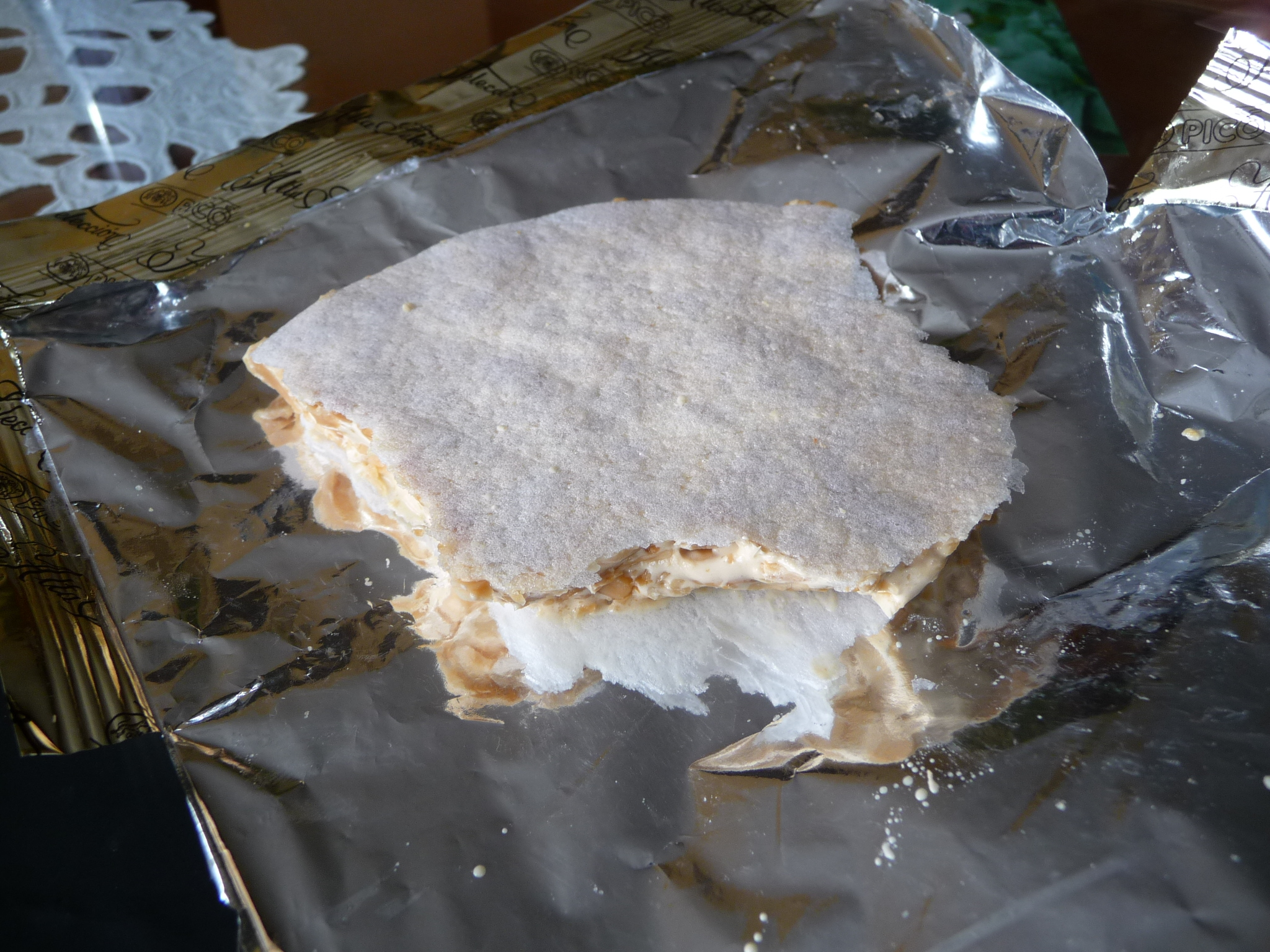
Torta Imperial, Spanien
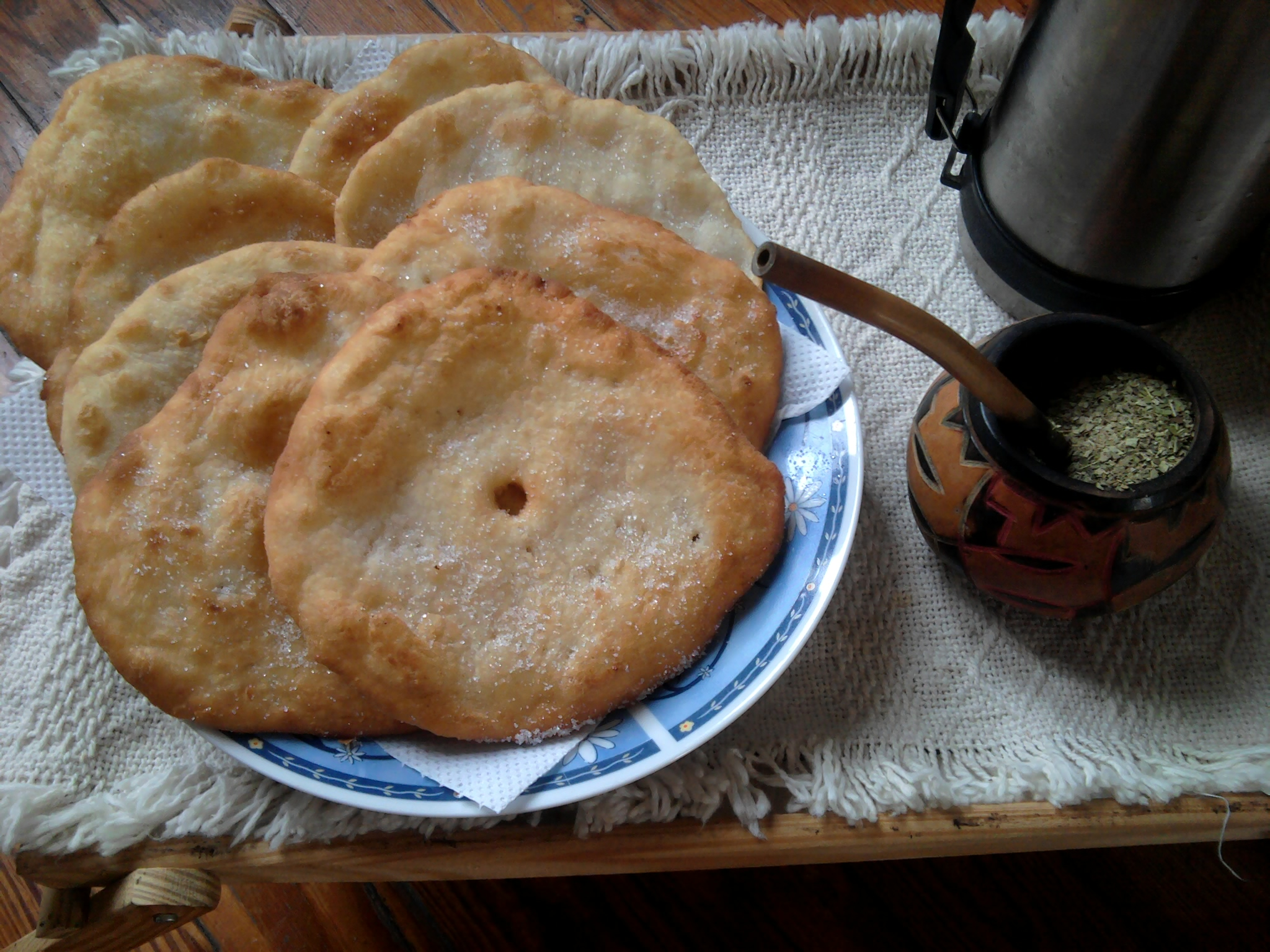
Torta frita, Uruguay - Argentina
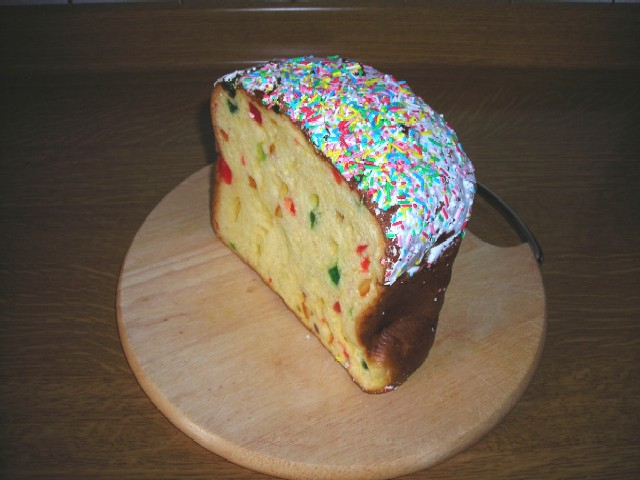
Torta dulce, Perugia, Umbría, Italien
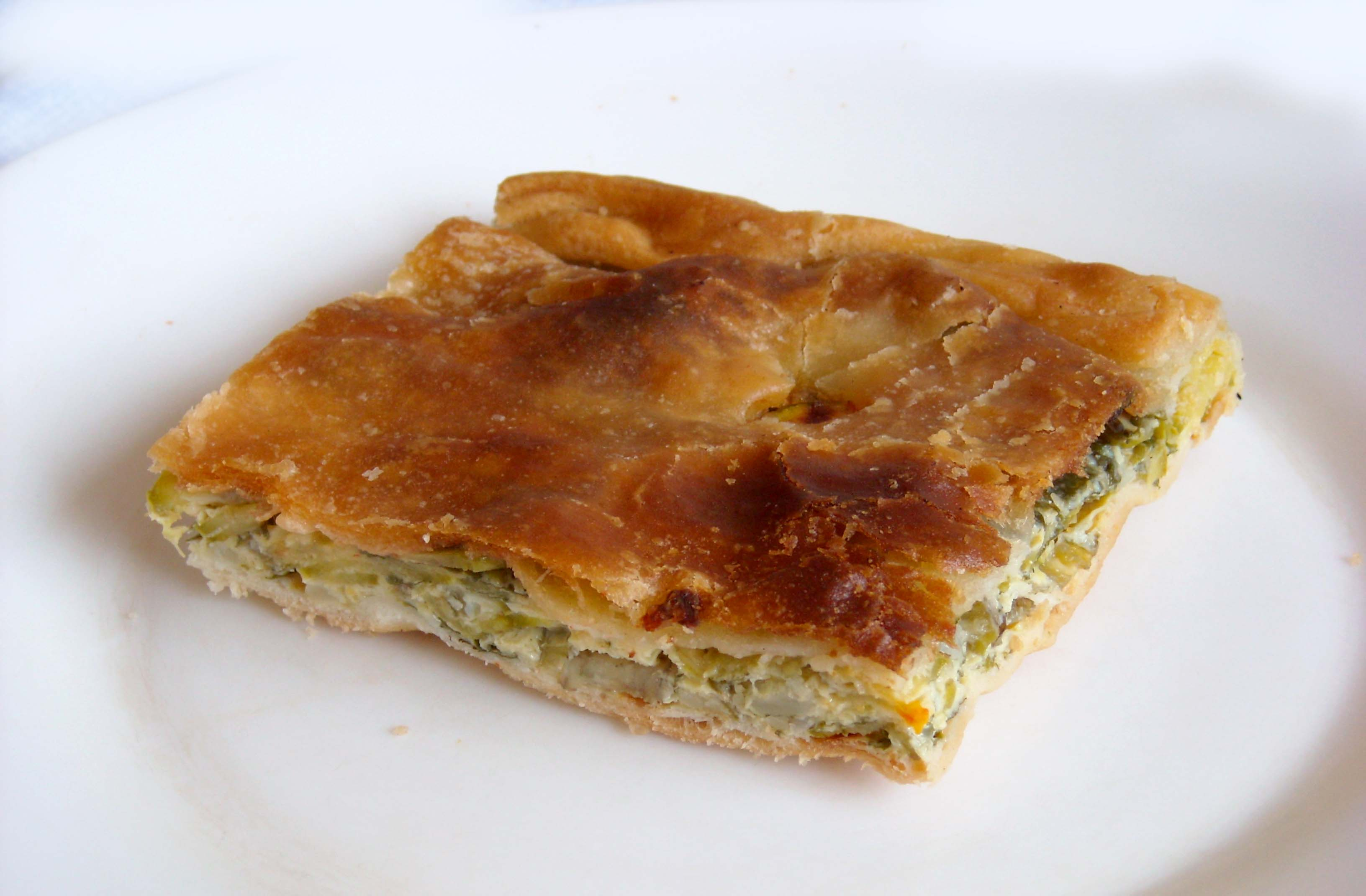
Torta verde, Ventimiglia, Italien
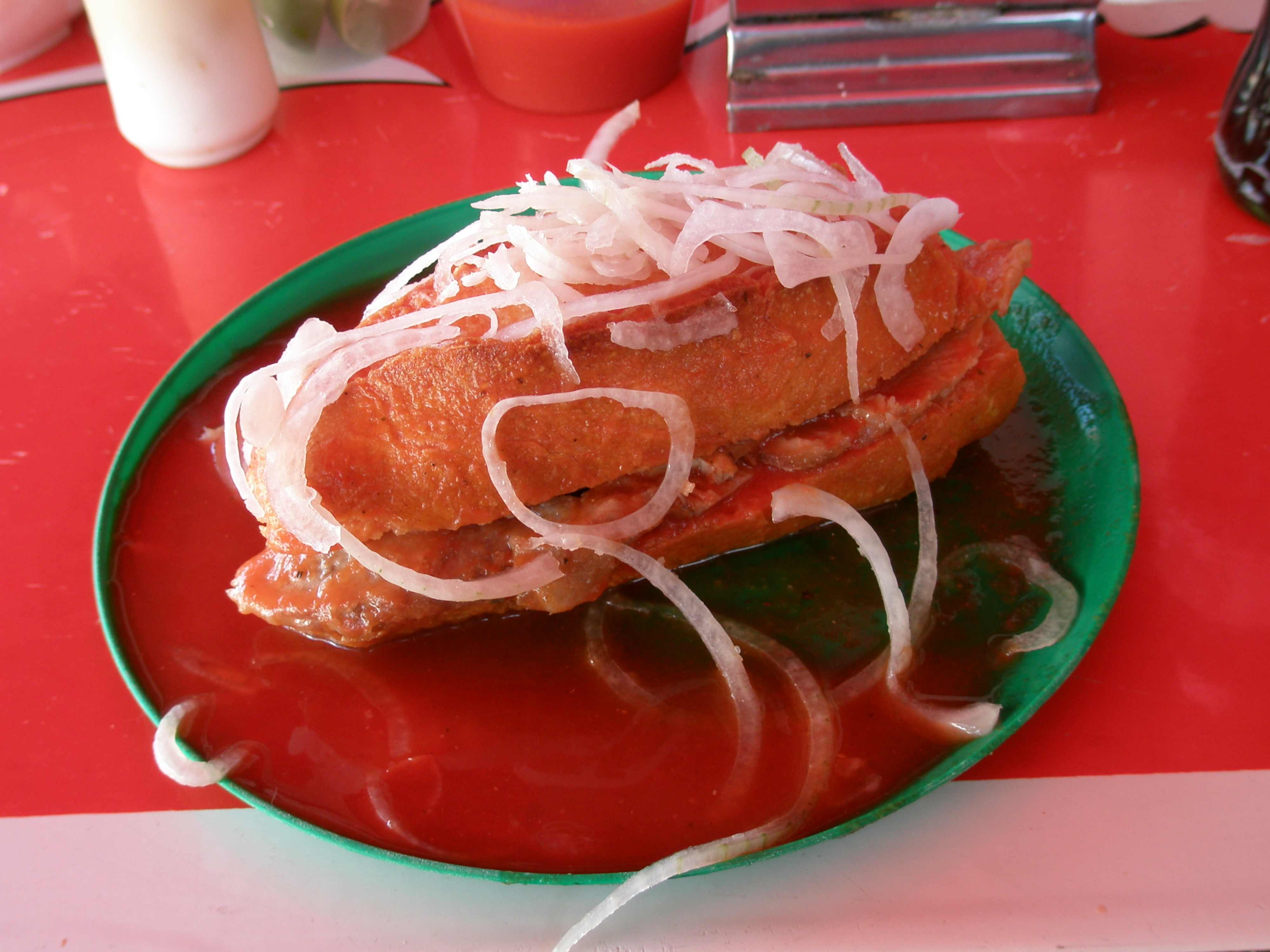
Torta ahogada, en mexikansk sandwich med kött, chilisås, tomat, skivad lök och citronjuice
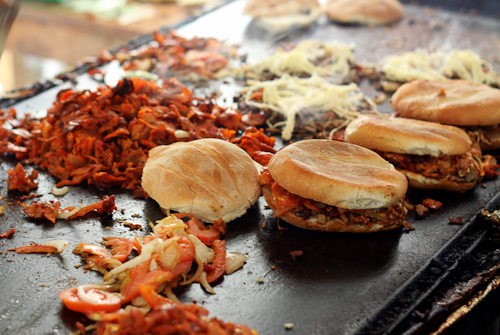
Tillagning av tortas, Oaxaca, Mexiko
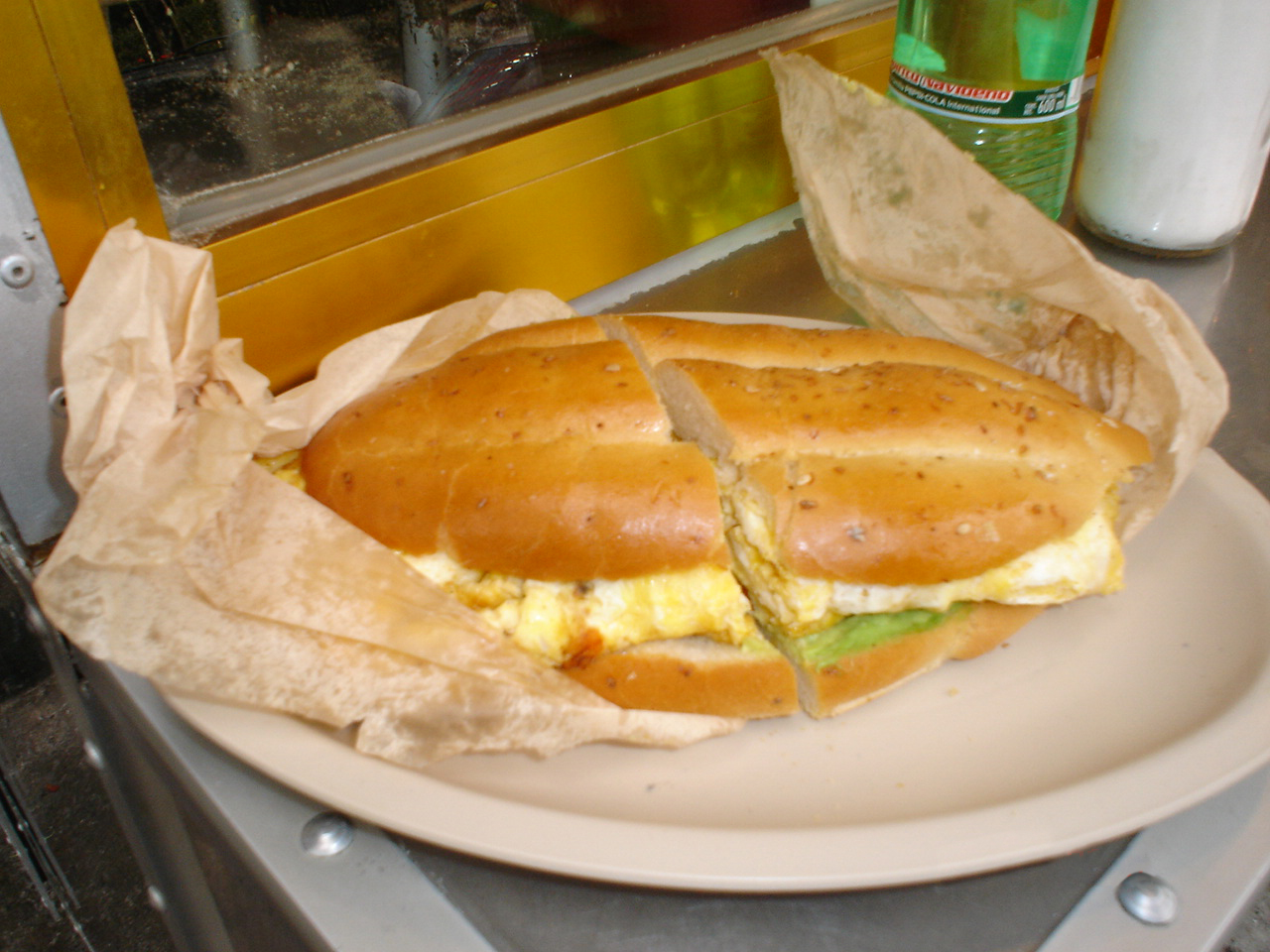
Torta de Huevo, Mexiko
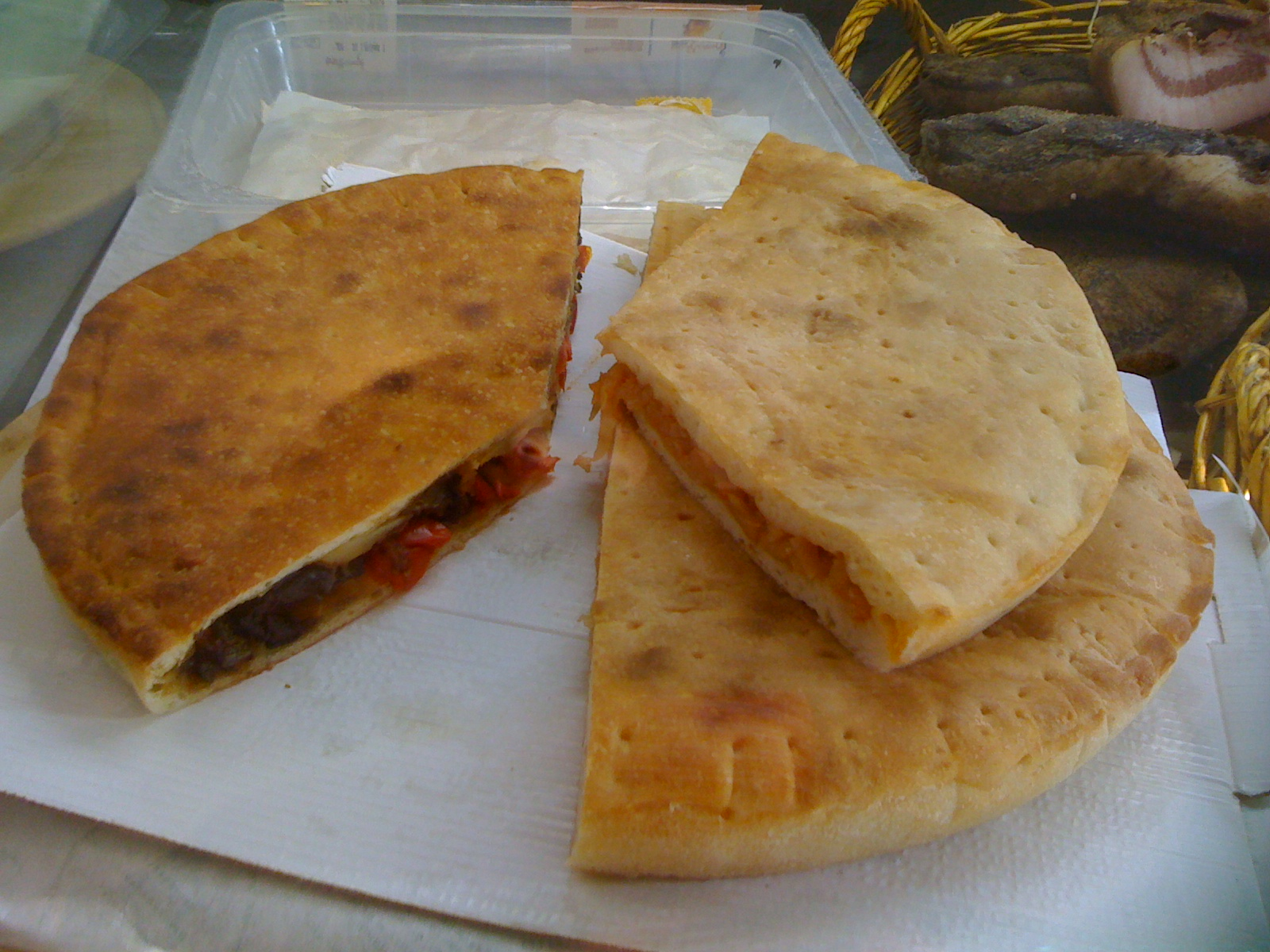
Tiella de Gaeta, Lacio, Italien